# Garatiba
Genre
Garatiba est un genre d'opilions laniatores de la famille des Gonyleptidae.

## Distribution
Les espèces de ce genre sont endémiques du Brésil. Elles se rencontrent dans les États de Rio de Janeiro et de São Paulo.

## Liste des espèces
Selon World Catalogue of Opiliones (17/08/2021) :
- Garatiba bisignata Mello-Leitão, 1940
- Garatiba bocaina Pinto-da-Rocha, 2002

## Publication originale
- Mello-Leitão, 1940 : « Mais alguns novos opiliões Sul-Americanos. » Annaes da Academia Brasileira de Sciencias, vol. 12, no 2, p. 93–107.